# 小佐野村
小佐野村（こざのむら）は、かつて岐阜県稲葉郡にあった村である。
村名は、「野」に接頭語の「さ」をつけた「佐野」に、大小を付けて呼んだことによる。
現在の各務原市稲羽地区の小佐野町などに該当する。

## 歴史
- 江戸時代、この地域は各務郡に属し、旗本坪内氏領であった。

1868年（明治元年）の人口は335人
- 1889年（明治22年）7月1日 - 町村制により小佐野村が発足。
- 1897年（明治30年）4月1日[3] - 厚見郡、各務郡、方県郡の一部が合併し、稲葉郡となる。小佐野村は稲葉郡の村となる。
- 1897年（明治30年）4月1日 - 上戸村、三井村、大野村と合併し更木村が発足。同日小佐野村は廃止。

## 教育
- 小佐野尋常小学校（更木尋常高等小学校→更木国民学校→更木村立更木小学校→稲羽町立更木小学校。1963年、各務原市発足時に稲羽町立敬恪小学校と統合。現・各務原市立稲羽西小学校）